# Macho ibérico
Se conoce como macho ibérico al estereotipo de masculinidad española que se popularizó a través de las películas de Alfredo Landa y el cine del destape durante el tardofranquismo y la transición a la democracia. Este estereotipo pretendía representar al español promedio de esa época: un hombre de baja estatura, moreno y velludo, de actitud machista y centrado en la conquista sexual.

## Origen, descripción y evolución
A pesar de los prejuicios y tradiciones nacionalcatólicas impuesas por la política inmovilista de Franco, la sociedad española de los años setenta comienza a percibir la llegada de nuevos aires de modernidad desde el exterior, favorecida por los cambios económicos del desarrollismo y el turismo europeo.
El cine español del momento refleja bien este contexto en sus películas, entre las que destacan las pertenecientes al género conocido como comedia sexy. Se trata de películas de contenido erótico, en clave de humor para facilitar el visto bueno de la censura, en las que el protagonista principal es un hombre, el macho ibérico, que personifica los valores de la última etapa del franquismo frente a los ideales aperturistas que provienen del extranjero. El actor que interpretó este estereotipo de una forma más destacada fue Alfredo Landa, que dio nombre a su propio subgénero filmográfico, el landismo. Andrés Pajares, Fernando Esteso o Antonio Ozores, entre otros, también interpretaron este rol en el cine del destape durante la Transición.
En estas comedias, el macho ibérico era un español de clase media o media-baja, acomplejado por los valores procedentes del exterior y obsesionado con las suecas, esto es, cualquier joven extranjera. Las suecas eran el símbolo de la prosperidad económica y la libertad política y sexual con la que soñaban los españoles de la época. El argumento de estas películas solía parodiar tópicos como el turismo, el éxodo rural, la emigración, el servicio doméstico o las viejas tradiciones.

### Evolución y legado
Tras la consolidación de la democracia, España vive varias décadas de europeización a nivel político, económico y social. Sin embargo, el concepto de macho ibérico sigue perdurando en el imaginario colectivo español. La prueba más notable de ello es la saga de películas de Torrente, dirigidas y protagonizadas por el cineasta Santiago Segura. En éstas, el macho ibérico se presenta de forma exagerada y caricaturizada, reflejando una crítica social a través del humor. 
En esta misma línea, en algunas series de televisión se puede percibir también la influencia del estereotipo del macho español, tratado con humor crítico y caricatura, a menudo asociado a valores e ideología nostálgica del pasado de España o directamente del franquismo. Por ejemplo en series como Aída (2005-2014) con su personaje de Mauricio Colmenero (Mariano Peña), o en la longeva La que se avecina (2007-...), como por ejemplo con los roles de Antonio Recio "el rancio" (Jordi Sánchez) o el de Amador Rivas (Pablo Chiapella), este último más centrado en las conquistas sexuales.

### La variante del galán
Una variante suavizada del estereotipo de macho ibérico presentaba a varones más altos, galantes, vestidos elegantemente, con actitudes más o menos abiertamente machistas, muchas veces presentados como canallas simpáticos y muy centrados en la seducción y la conquista sexual, a menudo también de extranjeras. Es el rol que solían encarnar en el cine español actores como Juan Luis Galiardo, Máximo Valverde, Arturo Fernández, Pepe Rubio, Carlos Larrañaga, Manolo Zarzo, o incluso a veces Manolo Escobar o Ramón Arcusa del Dúo Dinámico, etcétera, en comedias, pero también en películas románticas, especialmente durante los años 60, 70 y 80 del siglo XX. Un ejemplo de ello puede verse en la película de vocación turística En Andalucía nació el amor (1966), donde Juan Luis Galiardo interpreta al galán romántico español que se enamora de la turista extranjera desde un enfoque más realista o serio que en el landismo.